# Den památky obětí transfobie
Den památky obětí transfobie (TDoR), také známý jako Mezinárodní den památky obětí transfobie nebo Den uctění památky obětí transfobie, se každoročně připomíná od svého vzniku 20. listopadu. Tento den má připomínat ty, kteří byli zavražděni v důsledku transfobie. Den byl založen, aby upozornil na pokračující násilí namířené proti transgender lidem.

## Historie
Den památky obětí transfobie byl založen v roce 1999 malou skupinou k připomnění vraždy transgender žen Rity Hester a Chanelle Pickett. První TDoR se konal v listopadu 1999 v Bostonu a San Franciscu, protože Hester i Pickett zemřely v listopadu. TDoR se každoročně uskutečňuje 20. listopadu, v den výročí vraždy Pickett. V roce 2010 byl TDoR oslavován ve více než 185 městech ve více než 20 zemích.

## Průběh
TDoR probíhá podobně na celém světě, tj. připomenutím si těch, kteří zemřeli důsledkem transfobie, to, jak jsou tito lidé připomínáni, se může lišit podle země, nebo skupiny, která den slaví.

### USA
TDoR obvykle zahrnuje čtení jmen těch, kteří zemřeli od 1. října předchozího roku do 30. září současného roku, a může zahrnovat další akce, jako jsou bohoslužby, pochody, umělecká představení a promítání filmů. GLAAD (dříve Gay & Lesbian Alliance Against Defamation) podporoval TDoR, dělal rozhovory s mnoha transgender obhájci (včetně herečky Candis Cayne.), profiloval událost v newyorském LGBT komunitním centru a diskutoval o mediálním pokrytí TDoR.

### Česko
TDoR se v ČR slaví minimálně. Před rokem 2015 je o něm minimum zmínek. Od roku 2015 se každý rok pořádá pieta spolkem Transparent, součástí toho je zapalování svíček, čtení jmen a i jiné aktivity. Každoročně se v ČR koná více takovýchto akcí.